# Gynekologiskt cellprov
Gynekologiskt cellprov, ibland kallat papa-prov efter den grekiske läkaren Georgios Papanikolaou som uppfann metoden, är ett test för att upptäcka eventuella cellförändringar i livmoderhalsen som potentiellt kan tyda på, eller utvecklas till, cancer. Ett gynekologiskt cellprov kan leda till ett tidigt upptäckande av skadliga cellförändringar som då kan behandlas för att kunna förhindra att livmoderhalscancer utvecklas. Provet tas från den nedersta delen av livmoderhalsen som kallas livmodertappen och som mynnar ut i slidan. Provtagning är helt riskfri och det går bra att ta provet även om personen är gravid.
När gynekologiska cellprov per rutin infördes i USA sjönk antalet fall av livmoderhalscancer mellan åren 1973 och 1994 från 14,2 till 7,8 personer per 100 000 invånare.